# Universo compartilhado
Um universo compartilhado ou mundo compartilhado é um conjunto de trabalhos criativos onde mais de um escritor (ou outro artista) contribui de forma independente com um trabalho que mesmo sendo independente, se encaixa no desenvolvimento conjunto do enredo, dos personagens ou do mundo no projeto completo. É comum em gêneros como ficção científica.
Isso difere de escrita colaborativa, onde vários artistas estão trabalhando juntos no mesmo trabalho e de crossover, onde as obras e os personagens são independentes, exceto por uma única reunião.
O termo "universo compartilhado" também é usado nas histórias em quadrinhos para refletir o ambiente geral criado pelo editor de quadrinhos em que personagens, eventos e premissas de uma linha de produtos aparecem em outras linhas de produtos numa franquia de mídia.
O termo também tem sido usado num sentido mais amplo, não-literário, para transmitir o caráter interdisciplinar ou social, muitas vezes no contexto de um "universo compartilhado de discurso".

## Definições
A ficção, em alguns meios de comunicação, como a maioria dos programas de televisão e muitas histórias em quadrinhos, exige a contribuição de vários autores, mas nem por isso cria um universo compartilhado e é considerada apenas uma forma de arte colaborativa. As aparições casuais, como a de d'Artagnan, em Cyrano de Bergerac, são consideradas cameos literários. Interações mais substanciais entre personagens de diferentes fontes são muitas vezes comercializadas como um crossover. Embora os crossovers ocorram num universo compartilhado, nem todos se destinam a mesclar os enredos de suas histórias e em vez disso, são utilizadas para marketing, paródia ou para explorar "histórias alternativas".
Pode tornar-se difícil para os escritores que contribuem para um universo compartilhado manter a consistência e evitar contradizer detalhes em trabalhos anteriores, especialmente quando um universo compartilhado cresce para ser muito grande. A versão considerada "oficial" pelo autor ou empresa que controla o cenário é conhecida como cânone. Nem todos os universos compartilhados têm uma entidade controladora capaz ou interessada em determinar a canonicidade e nem todos os fãs concordam com essas determinações, quando elas ocorrem. Um ‘‘fanon’’, em vez disso, pode encontrar algum grau de consenso no fandom do cenário.
Alguns autores, num esforço para garantir que um cânone pode ser estabelecido e para manter os detalhes do cenário críveis, empregam ferramentas para corrigir as contradições e erros que resultam de vários colaboradores que trabalharam por um longo período de tempo. Uma dessas ferramentas é a continuidade retroativa (em inglês: retcon, retroactive continuity), que elimina erros de continuidade que surgiram através de material conflitante anteriormente escrito.
Os leitores também podem se opor quando uma história ou série é integrada a um universo compartilhado, sentindo que "os fãs de um herói precisam comprar títulos de outros heróis".

## Lista de universos cinematográficos
- Universal Monsters (1930–1950)
- Universo Star Trek (1966–presente)
- Universo Star Wars (1977–presente)
- Universo da Terra Média (2001–2014)
- Universo Hogwarts (2001–presente)
- Universo Transformers (2007–presente)
- Universo Cinematográfico Marvel (MCU) (2008–presente)
- Millarverso (2010–presente)
- Universo Estendido DC (DCEU) (2013–2023)
- Universo Invocação do Mal (2013–presente)
- Monstroverso (2014–presente)
- Universo Homem-Aranha da Sony (2018-2024)
- Hasbroverso (2021–presente)